# Ferrari 360 Modena GTC
Chronologie des modèles
Ferrari 360 Modena GT Ferrari F430 GTC
La Ferrari 360 Modena GTC, est une automobile de compétition développée et fabriquée par Michelotto Automobili et Ferrari pour courir dans la catégories GT2 de l'Automobile Club de l'Ouest (ACO) et de la Fédération internationale de l'automobile (FIA). Elle est dérivée de la Ferrari 360 Modena, d'où elle tire son nom.
La Ferrari 360 Modena GTC est une version améliorée de la Ferrari 360 Modena GT.

## Aspects techniques
Elle pèse 1 100 kg, soit le poids à vide minimale autorisée par les réglementations ACO et FIA.

## Histoire en compétition
Elle est dévoilée le 4 décembre 2003 au Bologna Motor Show,.
Elle participe à sa première compétition, en mars 2004, lors des 12 Heures de Sebring.